# Palamidi
Palamidi (in greco Παλαμήδι?) è una fortezza veneziana a est dell'Acronauplia nella città di Nauplia, regione del Peloponneso, nel sud della Grecia.

## La fortezza
Situato sulla cresta di una collina alta 216 metri, la fortezza fu costruita dai veneziani durante la loro seconda occupazione dell'area (1686-1715).
La fortezza fu un progetto molto grande e ambizioso, ma fu terminata in un periodo relativamente breve dal 1711 al 1714. È una tipica fortezza barocca basata sui piani degli ingegneri Giaxich e Lasalle. Venne impiegata per la difesa del Regno di Morea durante la guerra tra Ottomani e Veneziani nella settima guerra turco-veneziana. Nel 1715 venne conquistata dai Turchi e rimase sotto il loro controllo fino al 1822, quando arrivarono i Greci.
Gli otto bastioni della fortezza furono in origine intitolati ai "provveditori" veneziani. Tuttavia, quando cadde nell'Impero ottomano, i bastioni ricevettero nomi turchi. Infine, quando i greci rovesciarono i turchi, i bastioni furono ribattezzati con nomi di antichi capi ed eroi greci (Epaminonda, Milziade, Leonida, Focione, Achille, Temistocle), i due rimanenti bastioni furono intitolati a Sant'Andrea (Agios Andreas) e al francese Philhellene Robert, che morì in battaglia sull'Acropoli di Atene; la "Milziade" fu usata come prigione e tra le sue mura si trovava anche Teodoros Kolokotronis, eroe della rivoluzione greca.
La fortezza domina una vista impressionante sul Golfo Argolico, sulla città di Nauplia e sulla campagna circostante. Ci sono 913 gradini nella scala a chiocciola dalla città alla fortezza. Tuttavia, per raggiungere la cima della fortezza ce ne sono oltre un migliaio. La gente del posto nella città di Nauplia dirà che ci sono 999 gradini verso la cima del castello; specialità culinarie possono essere trovate sui menu che incorporano questo numero per attrarre l'attenzione del turista.

## Galleria d'immagini

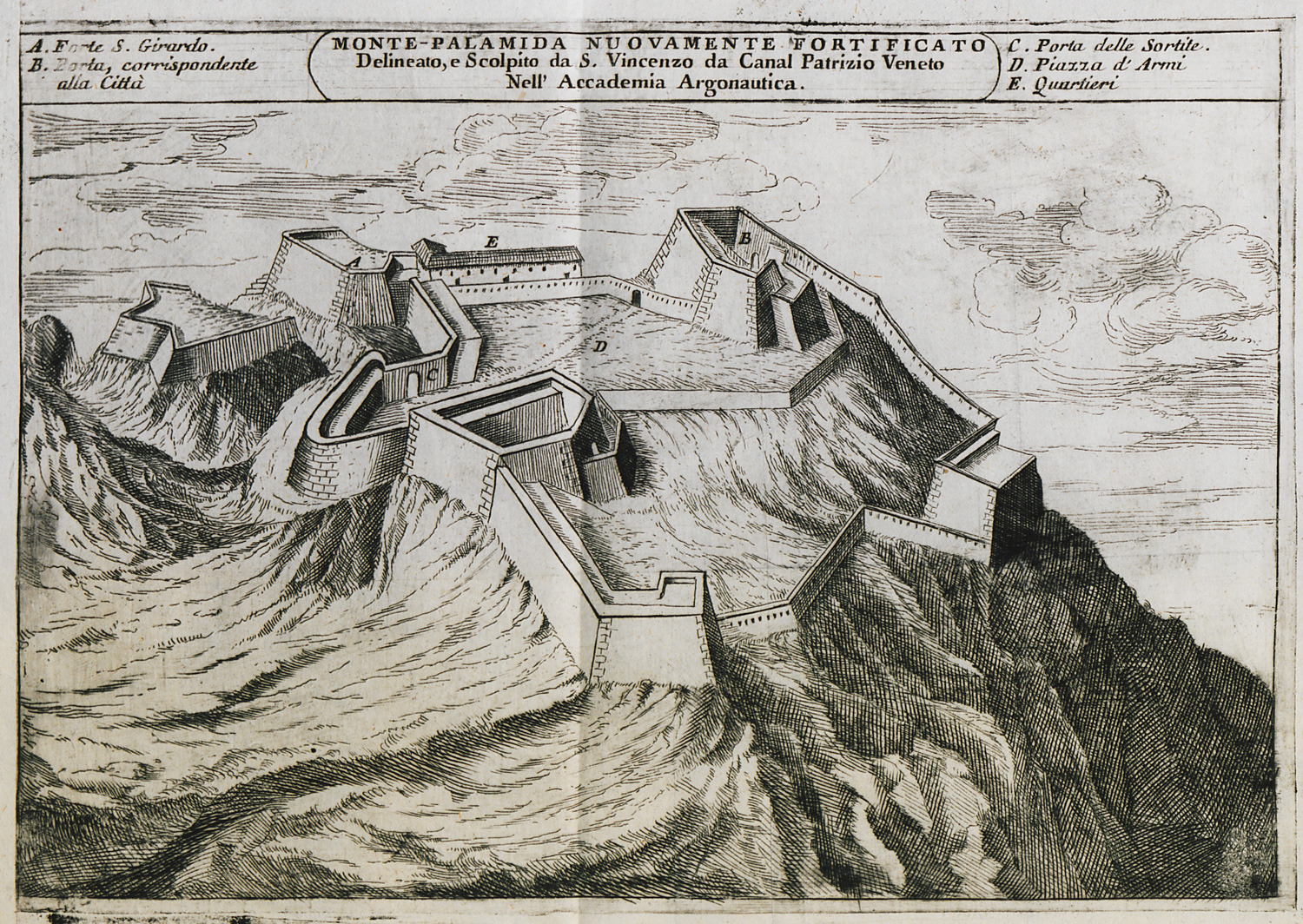
Schizzo di Palamidi del 1708
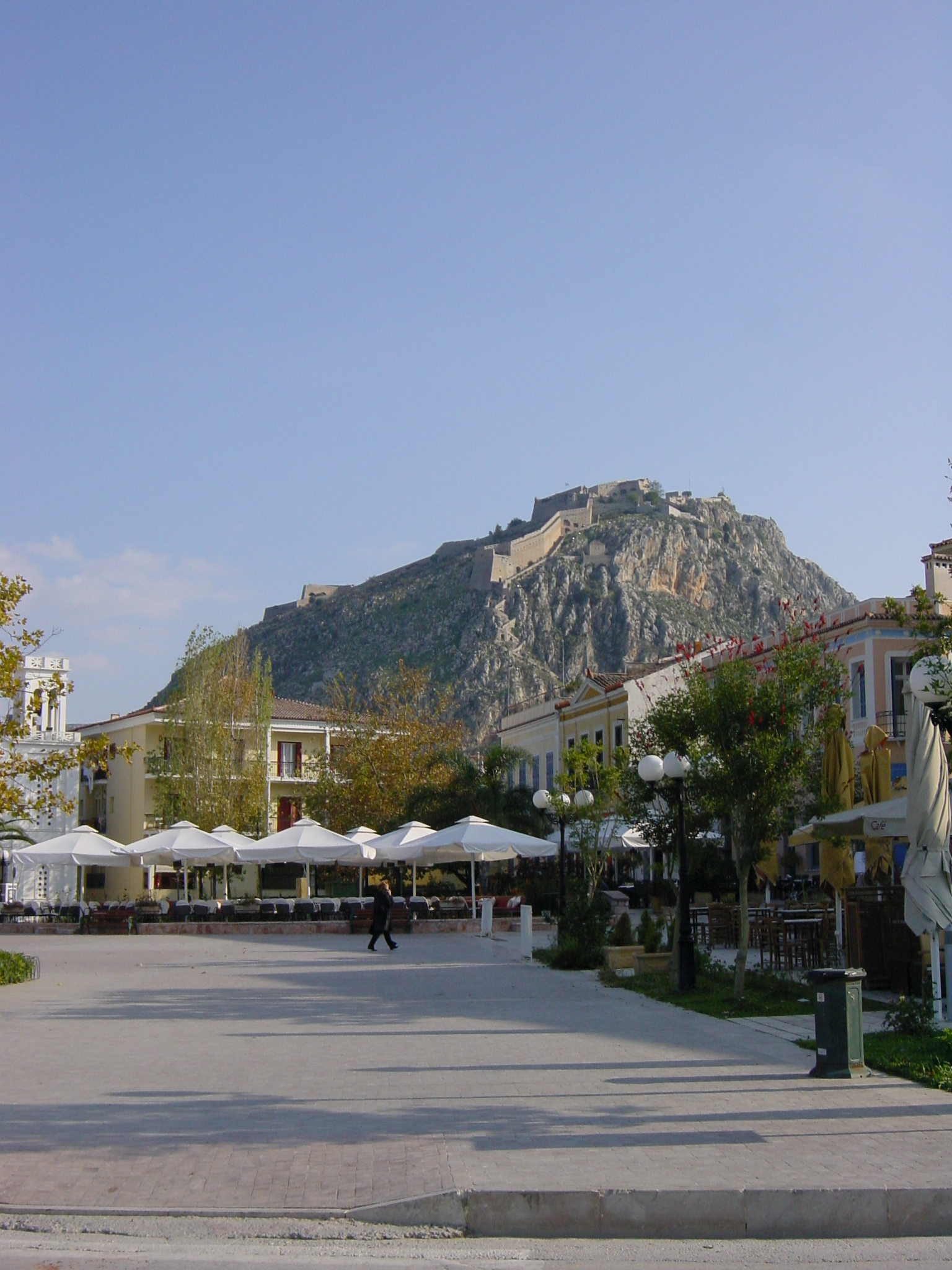
Fortezza di Palamidi vista dal lungomare di Nauplia
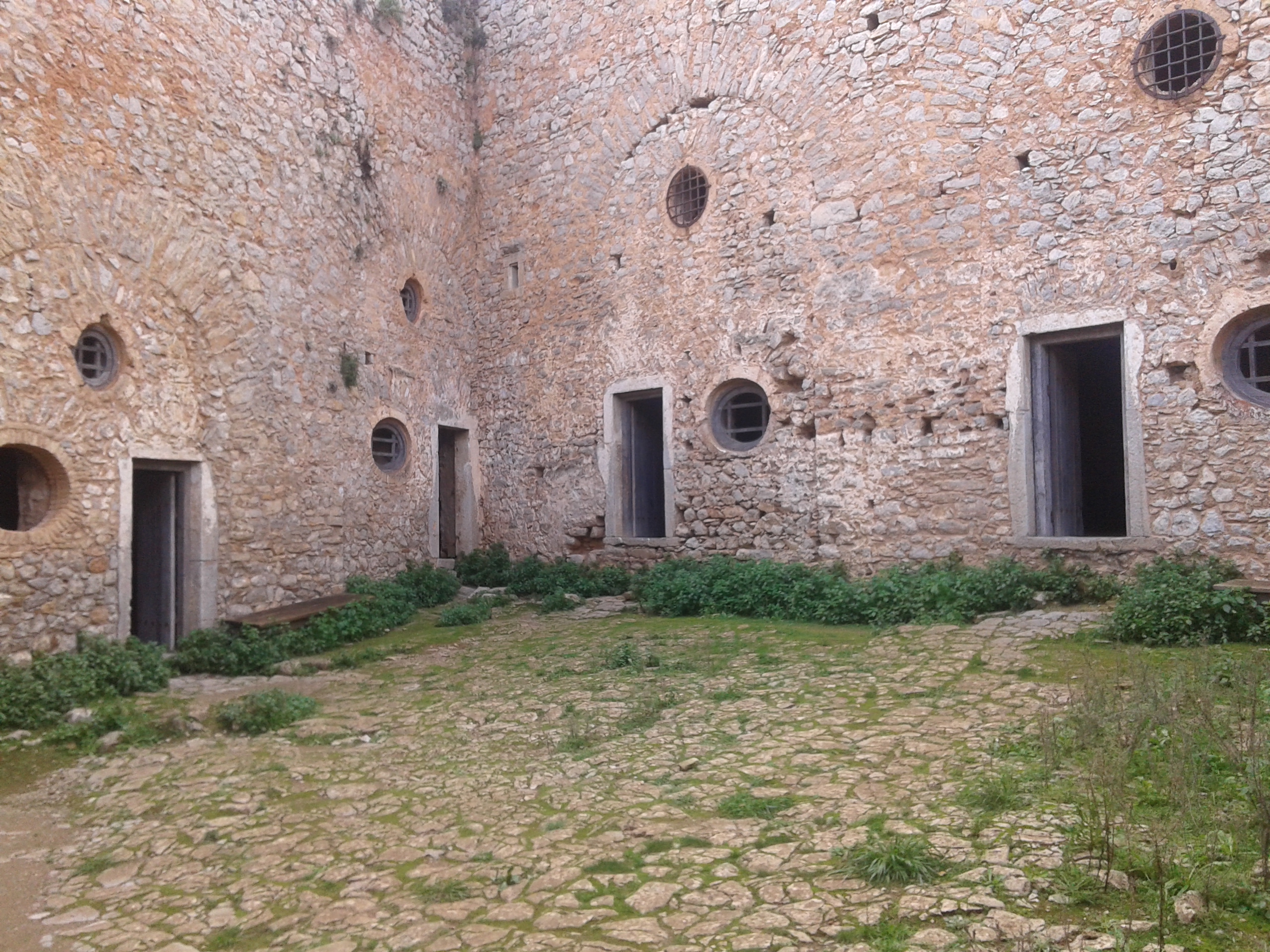
Interni
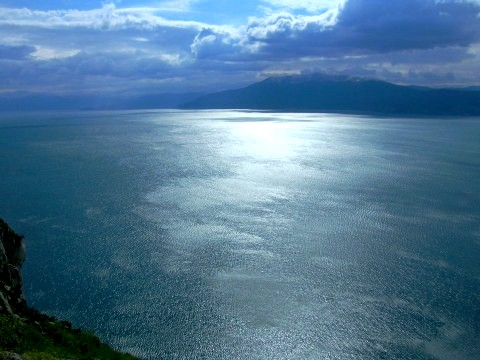
Veduta del Golfo Argolico dal Palamidi
- Palamidi (2002)